# Sommet de La Rochelle
 (avril 2023).
Si vous disposez d'ouvrages ou d'articles de référence ou si vous connaissez des sites web de qualité traitant du thème abordé ici, merci de compléter l'article en donnant les références utiles à sa vérifiabilité et en les liant à la section « Notes et références ».
Le Sommet de La Rochelle est le 59e sommet franco-allemand, qui se tient à La Rochelle (Charente-Maritime, France), les 21 et 22 mai 1992. Il réunit notamment les chefs d'État français François Mitterrand et allemand Helmut Kohl.
C'est lors de ce sommet, avec la signature par les ministres français et allemand de la Défense du « rapport de La Rochelle », qu'est né le Corps européen, qu'il définit comme un corps d'armée multinational européen, indépendant des structures militaires intégrées de l'OTAN. Le rapport décrit de manière précise les missions, la mise à disposition, les cadres d'engagement possibles, la structure et l'organisation de l'Eurocorps ainsi que certains aspects financiers et juridiques.